# OV畫廊
OV画廊是一家位于中国上海的艺术画廊。该画廊于2006年开业，展出中国当代艺术家和居住在上海的外国艺术家的作品。 2010年，画廊因一场有争议的展览而一度关闭。 